# ایمونوگلوبولین دی

هر آنتی بادی به یک آنتی ژن مخصوص متصل می‌شود مثل اثر متقابل قفل و کلید

پادتَن یا آنتی‌بادی  (به انگلیسی: antibody) نوعی پروتئین که در دستگاه ایمنی، در پاسخ به حضور پادگن(آنتی‌ژن) خاصی، تولید می‌شود و در خون به گردش درمی‌آید یا در محل تولید تا به پادگن(آنتی‌ژن) (معمولاً اجسام بیگانه همچون باکتری و ویروس ولی گاه حتی بافت طبیعی بدن یا یک ماده غذایی) حمله‌ور شود و آن‌را بی‌زیان سازد . هر پادتن(آنتی‌بادی) یک پادگن (آنتی‌ژن) ویژه را هدف خود تشخیص می‌دهد.
ایمونوگلوبولین دی یکی از زیرگونه‌های پادتن در پستانداران است. این پادتن در نوزادان مهم‌ترین و اصلی‌ترین ایمونوگلوبولین‌ها می‌باشند (ایمونوگلوبولین  جنینی) که در لنفوسیت‌های نوزاد وجود دارد. در افراد بالغ بسیار کم است.حدود 2/0% 

Some antibodies form polymers that bind to multiple antigen molecules.

## تقسیم بندی
پادتن‌ها بر اساس خواص فیزیکی ، شیمیایی و ایمونولوژیکی تقسیم بندی می‌شوند:
1. ایمونوگلوبولین ای
2. ایمونوگلوبولین دی
3. ایمونوگلوبولین ئی
4. ایمونوگلوبولین ام
5. ایمونوگلوبولین جی